# Festival du film italien de Villerupt 2023
Le Festival du film italien de Villerupt 2023, 46e édition du festival, se déroule du 27 octobre au 12 novembre 2023.

## Déroulement et faits marquants
Outre la compétition, la 46e édition du festival a pour thème le cinéma en Lombardie et propose une rétrospective consacrée à Ettore Scola.
Le palmarès est décerné le 10 novembre 2023 : l'Amilcar du jury est remis à Come pecore in mezzo ai lupi de Lyda Patitucci, l'Amilcar du jury de la critique et l'Amilcar du jury des exploitants à La Chimère (La chimera) de Alice Rohrwacher, et l'Amilcar du public à Primadonna (film) (it) de Marta Savina,.
L'Amilcar de la Ville de Villerupt est remis à l'actrice Jasmine Trinca

## Jury cinéma
- Dominique Besnehard, producteur et agent artistique
- Marie Jung, actrice
- Bruno Putzulu, acteur
- Anne-Dominique Toussaint, productrice

## Sélection

### En compétition
- Stranizza d'amuri de Giuseppe Fiorello
- Amusia (film) (it) de Marescotti Ruspoli
- La Tresse de Laetitia Colombani
- Le ragazze non piangono (it) de Andrea Zuliani
- Come pecore in mezzo ai lupi de Lyda Patitucci
- La Nouvelle Femme de Léa Todorov
- La Chimère (La chimera) de Alice Rohrwacher
- Anna de Marco Amenta
- Rossosperanza de Annarita Zambrano
- L'uomo senza colpa de Ivan Gergolet
- Patagonia (film, 2023) (it) de Simone Bozzelli
- Cattiva coscienza (it) de Davide Minnella
- Billy (film) (it) de Emilia Mazzacurati
- Il più bel secolo della mia vita (it) de Alessandro Bardani
- Primadonna (film) (it) de Marta Savina
- La bella estate de Laura Luchetti

### Hors compétition
- Il cerchio de Sophie Chiarello
- Zamora de Neri Marcorè
- Comandante de Edoardo De Angelis
- Grazie ragazzi de Riccardo Milani
- I peggiori giorni de Massimiliano Bruno
- Quando de Walter Veltroni
- Moi, capitaine (Io capitano) de Matteo Garrone
- Diabolik  de Marco et Antonio Manetti
- Orlando de Daniele Vicari
- L'Enlèvement (Rapito) de Marco Bellocchio
- Il signore delle formiche de Gianni Amelio
- Mia de Ivano De Matteo

### Panorama
- La Fille qui en savait trop de Mario Bava
- Le Masque du démon de Mario Bava
- Welcome Venice de Andrea Segre
- Linda veut du poulet ! de Chiara Malta et Sébastien Laudenbach
- Princess de Roberto De Paolis
- Brado de Kim Rossi Stuart
- Vers un avenir radieux (Il sol dell'avvenire) de Nanni Moretti
- Disco Boy  de Giacomo Abbruzzese
- Dernière Nuit à Milan (L'ultima notte di Amore) de Andrea Di Stefano
- Il Boemo de Petr Václav
- Ghiaccio de Fabrizio Moro et Alessio De Leonardis
- Chiara de Susanna Nicchiarelli
- My Soul Summer de Fabio Mollo
- Seconde Jeunesse (Astolfo) de Gianni Di Gregorio
- Le Colibri (Il colibrì) de Francesca Archibugi
- La cena perfetta de Davide Minnella
- E noi come stronzi rimanemmo a guardare de Pierfrancesco Diliberto
- Corro da te de Riccardo Milani
- L'ombra del giorno de Giuseppe Piccioni
- Leopardi : Il giovane favoloso de Mario Martone

### Thème: le cinéma en Lombardie
- Miracle à Milan (Miracolo a Milano) de Vittorio De Sica
- Une journée particulière (Una giornata particolare) de Dino Risi
- Venez donc prendre le café chez nous (Venga a prendere il caffè da noi) de Alberto Lattuada
- Un vrai crime d'amour (Delitto d'amore) de Luigi Comencini
- Le Voleur de savonnettes (Ladri di saponette) de Maurizio Nichetti
- Les Opportunistes (Il capitale umano) de Paolo Virzì
- Io, Arlecchino de Matteo Bini et Giorgio Pasotti
- Piazza Fontana (Romanzo di una strage) de Marco Tullio Giordana
- Rocco et ses frères (Rocco e i suoi fratelli) de Luchino Visconti
- L'Arbre aux sabots (L'albero degli zoccoli) de Ermanno Olmi
- Ce que je veux de plus (Cosa voglio di più) de Silvio Soldini

### RétrospectiveEttore Scola
- Parlons femmes (Se permettete parliamo di donne)
- Une journée particulière (Una giornata particolare)
- Nous nous sommes tant aimés (C'eravamo tanto amati)
- Drame de la jalousie (Dramma della gelosia)
- Qu'il est étrange de s'appeler Federico (Che strano chiamarsi Federico)
- La Terrasse (La terrazza)
- Affreux, sales et méchants (Brutti, sporchi e cattivi)

## Palmarès
- Amilcar du jury : Come pecore in mezzo ai lupi de Lyda Patitucci
- Mention spéciale du jury : Stranizza d'amuri de Giuseppe Fiorello
- Amilcar du jury de la critique : La Chimère (La chimera) de Alice Rohrwacher
- Amilcar du public : Primadonna de Marta Savina
- Amilcar du jury jeunes : Amusia de Marescotti Ruspoli
- Amilcar du jury des exploitants : La Chimère (La chimera) de Alice Rohrwacher
- Amilcar de la ville : Jasmine Trinca